# Ноябрь 2014 года

Список событий ноября 2014 года.

## События
- 1 ноября
  - Вооружённые подразделения иракских курдов «пешмерга» перешли турецко-сирийскую границу в направлении города Кобани, осажденного боевиками «Исламского государства»[1].
  - Частично вступает в силу соглашение об ассоциации между Украиной и Европейским союзом[2].
- 2 ноября
  - Первый тур выборов президента Румынии[3]. Во второй тур вышли действующий премьер-министр Виктор Понта и мэр Сибиу Клаус Йоханнис[4].
  - Выборы президентов и парламентов Донецкой и Луганской республик[5]. В Донецкой Народной Республики победил Александр Захарченко, в Луганской Народной Республике победил Игорь Плотницкий[6].
- 3 ноября
  - В Нью-Йорке на месте разрушенных 11 сентября 2001 года башен ВТЦ открыт Всемирный торговый центр 1[7].
- 4 ноября
  - В Москве националистические организации провели «Русский марш»[8].
  - Выборы в конгресс США[9] на которых республиканская партия одержала убедительную победу: в обеих палатах конгресса они получили большинство[10].
  - Бывший мэр мексиканского города Игуала и его жена арестованы в ходе полицейской операции по обвинению в убийстве шести человек и похищении 43 студентов[11].
  - Скачки Melbourne Cup 2014 завершились победой Протекциониста и гибелью скакуна Эдмайр Ракти[12].
- 5 ноября
  - В Грузии началась перепись населения[13].
  - В Донецке при обстреле школы погибли дети[14], что вызвало реакцию в Европе, России, США и на Украине[15][16].
- 6 ноября
  - В России задержаны предполагаемые члены так называемой банды GTA, в течение нескольких месяцев нападавшей на водителей в Подмосковье[17].
  - Израильский премьер Биньямин Нетаньяху распорядился разрушить дома палестинцев, совершивших недавние нападения в Иерусалиме, жертвами которых стали трое граждан Израиля и туристка из Эквадора[18].
- 7 ноября
  - В рамках совместной операции, в которой участвовали 16 стран Европы и США, закрыты более 400 сайтов, продававших запрещенные товары, включая оружие и наркотики. Сайты действовали в сети Tor, недоступной для обычных поисковых машин. Среди арестованных — Блейк Бенталл, который считается основателем и владельцем известного сайта Silk Road 2.0, на котором продаются и покупаются нелегальные наркотические препараты. В ходе операции конфискована также сетевая валюта «биткойн» на сумму в 1 млн долларов[19].
  - В Сочи состоялось торжественное открытие матча за звание чемпиона мира по шахматам[20].
- 8 ноября
  - В Мексике подозреваемые, задержанные по делу о пропаже студентов в городе Игуала, признались в убийстве более 40 молодых людей, сообщил генеральный прокурор страны Хесус Мурильо Карам. Подозреваемые, являющиеся членами наркокартеля «Геррерос Унидос», сознались, что они убили студентов, а затем сожгли их тела[21].
  - Исламистская группировка Сомали «Аш-Шабаб» отбила стратегически важный остров Кудха у сил, воюющих за федеральное правительство[22].
- 9 ноября
  - В Каталонии, в связи с запретом референдума, прошло символическое голосование по вопросу независимости провинции от Испании[23].
- 10 ноября
  - Центральный банк России объявил, что отменил валютный коридор и регулярные интервенции на границах допустимых значений стоимости бивалютной корзины, однако полного отказа от валютных интервенций не предполагается. Это означает, что ЦБ де-факто отпустил рубль в свободное плавание[24][25][26].
  - В Пекине (Китай) начал работу двухдневный саммит АТЭС[27].
- 11 ноября
  - В Индии 11 женщин умерли и ещё несколько десятков заболели после хирургической стерилизации, процедуры, используемой правительством Индии с целью ограничения рождаемости[28].
  - В Варшаве марш националистических движений в День независимости республики вылился в столкновения с полицией, результатом которых стали почти триста задержанных и более 50 пострадавших с обеих сторон[29].
- 12 ноября
  - Спускаемый аппарат «Филы» космического аппарата «Розетта» (ЕКА) совершил посадку на комету Чурюмова — Герасименко[30]. Первая мягкая посадка на комету в истории.
  - Пуском последнего гидроагрегата завершилось восстановление Саяно-Шушенской ГЭС, на которой более пяти лет назад произошла техногенная катастрофа[31].
  - Близ линии соприкосновения армяно-азербайджанских войск в зоне Карабахского конфликта Вооружённые силы Азербайджана сбили армянский военный вертолёт.
  - В столице Мьянмы Нейпьидо стартовал 25-й саммит АСЕАН[32].
- 13 ноября
  - Размер премии Тьюринга, вручаемой за вклад в компьютерные науки, был увеличен компанией Google до размера, сравнимого с Нобелевской премией[33].
- 14 ноября
  - Боевики «Исламского государства» в Сирии и Ираке совершают военные преступления и проводят политику неприкрытого террора на подконтрольных им территориях, говорится в отчете, подготовленном следователями при Совете по правам человека ООН[34].
- 15 ноября
  - Помощник президента России Юрий Ушаков сообщил, что во время встречи лидеров стран БРИКС, в рамках саммита G20 в Брисбене, все представители этих стран заявили, что санкции против России являются незаконными и надуманными[35].
- 16 ноября
  - Во втором туре президентских выборов в Румынии с минимальным перевесом победил правоцентрист Клаус Йоханнис[36].
  - Президент России В. В. Путин досрочно покинул саммит «Большой двадцатки» в Брисбене[37].
- 17 ноября
  - Австралия и Китай заключили соглашение о свободной торговле. Договор был подписан лидерами двух стран — австралийским премьером Тони Эбботом и председателем КНР Си Цзиньпином[38].
- 19 ноября
  - Вооружённые силы Мьянмы атаковали штаб повстанческой Армии освобождения качинов, погибли по крайней мере 23 качина[39].
  - В Индонезии губернатором столичного округа был избран Басуки Чахая Пурнама, христианин и этнический китаец по происхождению, что стало причиной акций протеста среди местных мусульман[40].
- 20 ноября
  - В Демократической Республике Конго неизвестные убили около 80 мирных жителей в городе Бени (провинция Северная Киву). Предположительно, нападение осуществили боевики одного из повстанческих движений, пришедших с территории соседней Уганды[41].
- 21 ноября
  - В США закончилась сильнейшая за последние сорок лет снежная буря[англ.][42].
  - Мисс Гондурас Мария Хосе Альварадо[англ.] и её сестра найдены мертвыми[43].
- 22 ноября
  - В японской префектуре Нагано произошло сильное землетрясение магнитудой 6,8, пострадали не менее 40 человек[44].
  - Из-за сейсмического события в сейсмоактивной зоне Вранча подземные толчки ощутили жители Кишинёва, Днепропетровска и Одессы[45].
  - На севере Кении боевики террористической группировки «Аш-Шабаб» расстреляли 28 пассажиров автобуса[46].
- 23 ноября
  -  Магнус Карлсен защитил свой титул чемпиона мира по шахматам, одержав досрочную победу в матче на первенство мира над Вишванатаном Анандом[47].
  - Боевики из террористической группировки «Боко Харам» убили на северо-востоке Нигерии несколько десятков человек. Нигерийские террористы жестоко расправились с 48 торговцами рыбой, направлявшихся в Чад за товаром. Очевидцы сообщили о расстреле боевиками ещё 60 жителей рыбацкой деревни[48].
  - В Сочи завершилась Всемирная олимпиада роботов, которая впервые прошла в России[49].
- 24 ноября
  - Президент США Барак Обама принял отставку министра обороны США Чака Хэйгела[50].
- 25 ноября
  - В США большое жюри присяжных не стало предъявлять обвинение полицейскому Дэррену Уилсону, застрелившего 18-летнего чернокожего Майкла Брауна в Фергусоне, решение спровоцировало новую волну массовых беспорядков в Фергусоне[51].
  - Президент Франции Франсуа Олланд считает, что ситуация на востоке Украины по-прежнему не позволяет передачу России первый вертолётоносец «Мистраль». Корабль «Владивосток» должен был быть передан российскому ВМФ ещё 14 ноября[52].
- 26 ноября
  - Более 2 тысяч военных направлены в Фергусон. Губернатор штата Миссури Джей Никсон распорядился направить в Фергусон ещё несколько сот военнослужащих Национальной гвардии. В итоге обеспечивать порядок в этом городе будут в общей сложности более 2,2 тысячи бойцов Национальной гвардии[53].
  - Корреспондента LifeNews Евгению Змановску избили в Киеве украинские журналисты перед концертом певицы Ани Лорак[54].
  - В публичной библиотеке французского города Сент-Омер обнаружено Первое фолио Шекспира в отличном состоянии[55].
- 27 ноября
  - Организация стран-экспортёров нефти (ОПЕК) оставила квоты на добычу нефти без изменений на уровне 30 миллионов баррелей в сутки[56].
  - На первой сессии Верховной рады Украины нового созыва сформирована имеющая конституционное большинство правящая коалиция, в которую вошли представители всех основных фракций, за исключением «Оппозиционного блока»[57]. Спикером Рады избран Владимир Гройсман[58]. На должность премьер-министра назначен Арсений Яценюк[59].
  - Депутаты Европарламента обратились к Еврокомиссии с призывом «разработать предложение по отделению поисковых интернет-сервисов от других коммерческих услуг», что было понятно как призыв разделить на две части компанию Google[60].
- 28 ноября
  - Вслед за тем, как после решения ОПЕК цены на нефть снизились более чем на 3 %, курсы иностранных валют к рублю установили новые абсолютные рекорды при открытии торгов на Московской бирже: доллар поднялся до 49,9 рублей, евро превысил отметку в 62 рубля[61][62]. К концу дня цена нефти сорта Brent в Лондоне опустилась до $70, курс доллара на Московской бирже превысил 50 рублей[63].
  - Тугче Албайрак была отключена от аппарата жизнеобеспечения после того, как была избита на автомобильной парковке в Оффенбахе после пресечения домогательств трёх мужчин к двум девушкам в ресторане 15 ноября[64].
  - Президентские и парламентские выборы в Намибии[65]. По предварительным данным в парламентских выборах победу одержала правящая партия СВАПО, а действующий премьер-министр страны Хаге Готтфрид Гейнгоб избран президентом Намибии[66].
- 29 ноября
  - Завершён судебный процесс над бывшим президентом Египта Хосни Мубараком; он оправдан по всем пунктам обвинения[67].
  - По меньшей мере 15 человек погибли[англ.] и 14 ранены в Синьцзян-Уйгурском автономном районе Китая в результате того, что государственные СМИ называют терактом[68].
- 30 ноября
  - Парламентские выборы в Молдавии[69]. По предварительным данным, лидирует партия социалистов (22,87 %), на втором месте партия коммунистов (19,23 %), на третьем — либерал-демократы (17,84 %)[70].
  - Второй тур президентских выборов в Уругвае[71]. Победу одержал Табаре Васкес[72].